# Boris Dmitrijewitsch Pankin

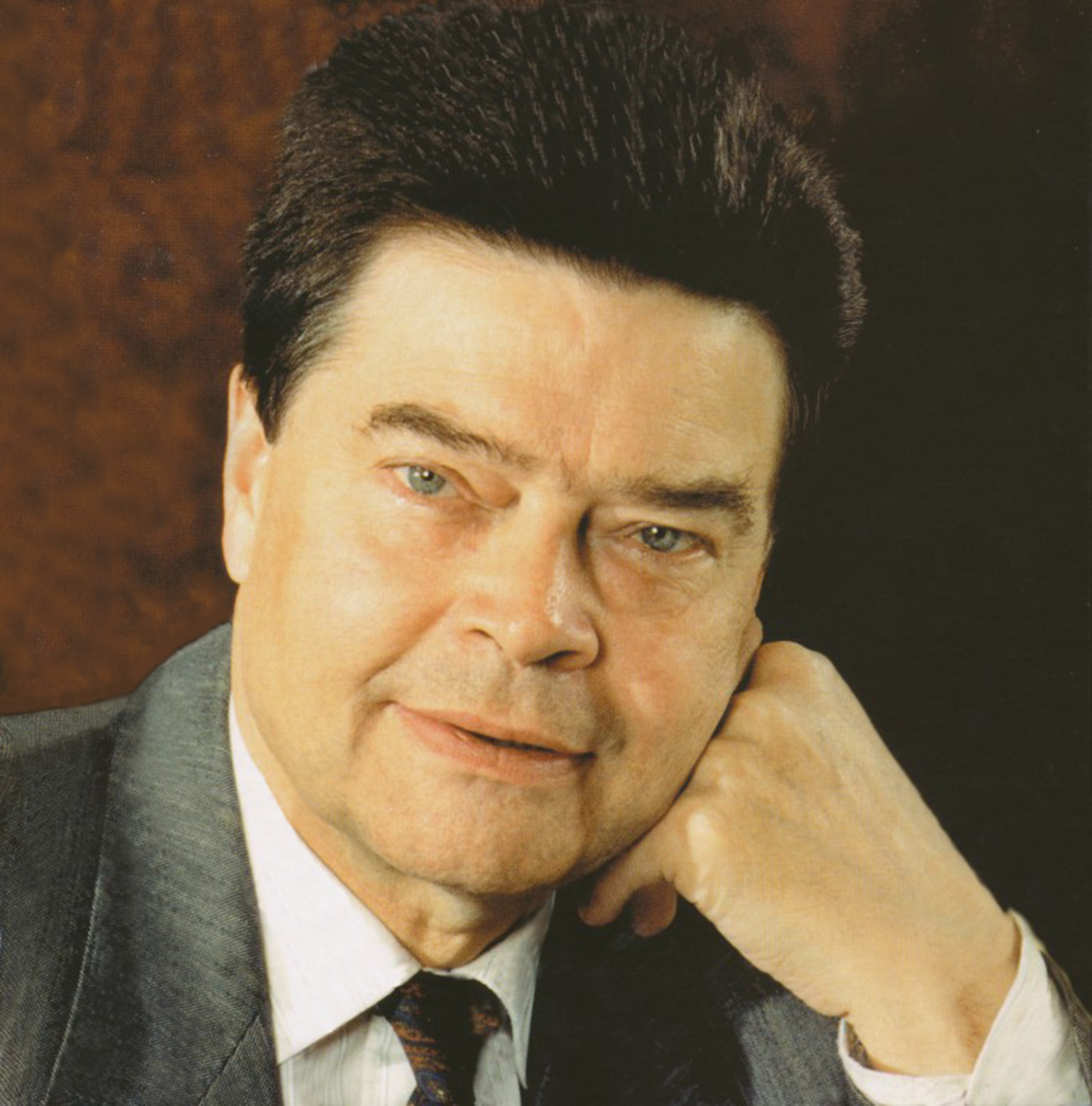
Boris Pankin

Boris Dmitrijewitsch Pankin (russisch Борис Дмитриевич Панкин; wiss. Trans. Boris Dmitrievič Pankin; * 20. Februar 1931 in Frunse, Kirgisische SSR) ist ein russischer Schriftsteller und ehemaliger Diplomat. 1991 war er für etwa drei Monate letzter regulärer Außenminister der Sowjetunion.
Nach dem Studium des Journalismus an der Moskauer Lomonossow-Universität arbeitete er von 1953 bis 1973 für die Komsomolskaja Prawda. Im Anschluss daran war er von 1973 bis 1982 Vorsitzender des Vorstandes der Allunionsagentur für Urheberrechte der Union der Sozialistischen Sowjetrepubliken (WAAP). In dieser Funktion schloss er mehrere völkerrechtliche Verträge für die UdSSR ab, zuletzt 1982 mit Österreich. Er war außerdem Mitglied des Vorstandes des sowjetischen Schriftstellerverbandes und Sekretär der Leitung des sowjetischen Journalistenverbandes.
1982 wechselte er in den diplomatischen Dienst. Er vertrat 1982 bis 1990 die UdSSR als Botschafter in Schweden und 1990/91 in der Tschechoslowakei. Während des Augustputsches 1991 verurteilte er als höchstrangiger Diplomat den Putsch sofort. Deshalb machte Gorbatschow ihn am 28. August zum Nachfolger des glücklosen Bessmertnych. Nach kaum 100 Tagen wurde das Außenministerium durch den Sieg Jelzins im Machtkampf mit Gorbatschow faktisch entmachtet und Pankin im Dezember 1991 zum Botschafter in Großbritannien ernannt. Nach dem Ende der UdSSR zum Jahresende 1991 behielt er das Amt nun als russischer Botschafter. 1993 trat er aus Protest gegen den beginnenden Tschetschenienkonflikt in den Ruhestand. Er ist Mitglied im Beirat der Global Panel Foundation und im European Leadership Network.

## Werke
- Über Abramow, Aitmatow, Ostrowski, Trojepolski und andere. Essays. Berlin 1976
- Strenge Literatur. Essays. Berlin 1982
- The last hundred days of the Soviet Union. London, New York 1996, ISBN 1-85043-878-1
- Ambassadör i folkhemmet. 2004, ISBN 91-974800-1-0